# Télam
Télam (acrònim de Telenoticiosa Americana) va ser una agència de notícies estatal de l'Argentina fundada el 1945 pel llavors secretari de treball Juan Domingo Perón durant la presidència d'Edelmiro Farrell. Télam va ser el canal de notícies amb més subscriptors d'Amèrica Llatina, incloses entitats governamentals i mitjans nacionals i internacionals.
El servei informatiu va ser suspès el març de 2024 pel govern del president Javier Milei. Aquest va al·legar que Télam funcionava com a «difusora de propaganda del kirchnerisme», i que havia tingut pèrdues de 20.000 milions de pesos argentins. En el moment del tancament, Télam tenia 750 empleats. El juliol de 2024 Télam es va dissoldre oficialment, passant a anomenar-se Agencia de Publicidad del Estado SA.

## Història
Télam es va crear com a Telenoticiosa Americana el 14 d'abril de 1945, per una iniciativa del vicepresident Juan Domingo Perón, amb l'objectiu de competir amb agències estatunidenques com United Press International i Associated Press. Als seus inicis va començar com una associació publicoprivada, en una aliança d'empreses entre el govern i el capital privat. El seu primer director va ser Gerónimo Jutronich, que es va encarregar de formar un equip de periodistes, alguns dels quals provenien de l'ANDI, una altra agència estatal creada el 1944. La nova agència va començar a difondre informació el 12 d'octubre de 1945 però fins al 1948 no va poder formar una xarxa de cobertura nacional, després de signar els primers contractes amb periodistes de l'interior del país. Aquests van fer de corresponsals de la seu de Buenos Aires per telegrama o telèfon.
El procés de creixement de l'empresa es va veure interromput pel cop d'estat militar que va enderrocar Perón el 1955. La situació financera de Télam no era prou sòlida per a permetre que funcionés sense subvencions. Al principi, les noves autoritats no van proporcionar finançament i els salaris es van endarrerir durant uns mesos.
L'empresa va començar a estabilitzar-se el 30 de juliol de 1959, quan Bernabé Villegas, Adolfo Garino i Blas Calaro, entre d'altres, van reorganitzar la societat com a Télam Sociedad Anónima, Periodística, Radiofónica, Cinematográfica, Comercial, Inmobiliaria y Financiera i van canviar la seva constitució legal de societat de responsabilitat limitada a societat anònima. Un decret presidencial signat per Arturo Frondizi va autoritzar la nova empresa privada a treballar sota el nou marc legal. Durant la dècada de 1960, Télam va augmentar la seva clientela per a incloure les quatre cadenes de televisió de Buenos Aires així com els principals diaris de la ciutat com Clarín. Les notícies van començar a transmetre's per télex, fet que va permetre arribar a més ciutats del país en menys temps.
El govern de José María Guido, nomenat i controlat pels militars després del cop d'estat contra Frondizi del 29 de març de 1962, va clausurar l'agència el 30 de maig de 1963 al·legant que «transmeten informacions falses que per la seva naturalesa i abast subverteixen l'ordre públic i la calma pública». Télam es va convertir en una empresa totalment governamental sota el govern de facto del general Juan Carlos Onganía, el 24 de juny de 1968, després que l'estat comprés les seves accions pendents a través del Ministeri de Turisme i Informació. Paral·lelament, un nou marc legal va decretar que tota la publicitat de les entitats i empreses estatals es gestionés a través de l'agència. Aquesta decisió va permetre a l'empresa generar una quantitat considerable de nous recursos interns.
L'agència no va sortir indemne del Procés de Reorganització Nacional entre 1976 i 1983. A més de la censura a què va ser sotmesa durant la dictadura, durant el govern posterior, escollit democràticament, de Raúl Alfonsín, va sortir a la llum la desaparició d'una part important dels arxius periodístics i fotogràfics de Télam. Les principals agències de notícies privades locals, Noticias Argentinas i Diarios y Noticias, van demanar públicament el tancament de Télam l'any 1984, i el 1992, el president Carlos Menem va ordenar que l'empresa fos liquidada en dos anys. Això no obstant, va anul·lar l'ordre l'any 1996 i la va substituir per un nou decret, avançat pel ministre d'economia, Domingo Cavallo, que va deixar Télam sense una de les seves principals fonts d'ingressos en desmantellar el monopoli oficial de publicitat del govern.
Télam va continuar funcionant, tanmateix, com a agència de publicitat, tot i que la intenció del govern de Menem era eliminar aquesta funció completament. El seu successor, el president Fernando de la Rúa, va tornar a anunciar el tancament de l'àrea publicitària i la venda de la seu de l'agència, l'any 2000, però això no es arribar a dur a terme. Els mitjans de comunicació de l'estat es van fusionar l'any 2001, i l'agència es va incorporar amb la televisió pública (Canal 7) i la ràdio pública (Radio Nacional Argentina) dins del Servicio Nacional de Medios Públicos. El canvi es va anul·lar l'any 2002 i Télam va recuperar la seva autonomia. Finalment, l'empresa va passar a ser una entitat pública sota el control de la Secretaria de Comunicació Pública, que nomenava el seu consell d'administració. El seu pressupost formava part del pressupost federal de l'Estat, tot i que l'agència també va generar ingressos propis a través del seu negoci de publicitat. L'any 2005 hi havia uns 450 treballadors a Télam, amb aproximadament la meitat assignats al departament de notícies. L'agència de notícies també va publicar edicions en anglès i en mandarí. Télam va organitzar el tercer Congrés Mundial d'Agències de Notícies (NAWC) el 2010.

### Clausura
L'1 de març de 2024 el president Javier Milei va anunciar al Congrés de la Nació Argentina la seva intenció de tancar Télam al·legant que en els darrers anys s'havia utilitzat com «una agència de propaganda kirchnerista», i que tenia un dèficit de 20.000 milions de pesos que l'Estat no hauria de finançar enmig de la crisi econòmica en curs. El 3 de març es va tancar l'agència, tot i que no estava clar si es tractava d'un tancament temporal o permanent. El maig de 2024, el govern va ordenar el tancament de totes les agències subsidiàries de Télam a l'Argentina. Paral·lelament, la Sala V de la Sala Contenciosa Administrativa Federal va desestimar el recurs presentat per la Federació Argentina de Treballadors de Premsa (FATPREN) per a evitar el tancament de Télam.
El juny de 2024 es va anunciar que el govern estava considerant reobrir Télam i la plantilla de l'agència es reduiria a només 100 empleats. El juliol de 2024 el govern va oficialitzar la dissolució de Télam pel Decret n° 548, creant l'Agencia de Publicidad del Estado Sociedad Anónima Unipersonal supervisada pel cap del gabinet de ministres.